# فالاي ساكو
فالاي ساكو (مواليد 1 مايو 1995) هو لاعب كرة قدم مالي يلعب في مركز الظهير الأيمن في نادي فيتوريا دي غيماريش.

## روابط خارجية
- فالاي ساكو على موقع الاتحاد الدولي (مؤرشف)  (الإنجليزية)
- فالاي ساكو على موقع الاتحاد الأوربي (الإنجليزية)
- فالاي ساكو على موقع قاعدة بيانات كرة القدم.إي يو (الإنجليزية)
- فالاي ساكو على موقع ناشيونال فوتبول تيمز (الإنجليزية)
- فالاي ساكو على موقع Soccerway.com (الإنجليزية)
- فالاي ساكو على موقع AS.com (الإسبانية)